# شريان زندي
يعتبر الشريان الزندي من الشرايين الرئيسية من الطرف العلوي في جسم الإنسان. والذي يمتد من الشريان العضدي مروراً بالجهة الداخلية للساعد ويتفرع على مستوى راحة اليد.

## صور

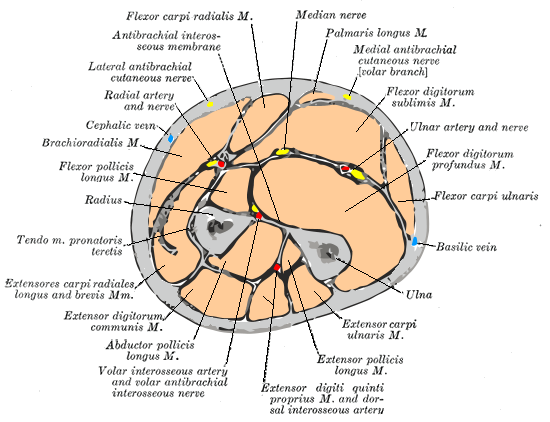
Cross-section through the middle of the forearm.
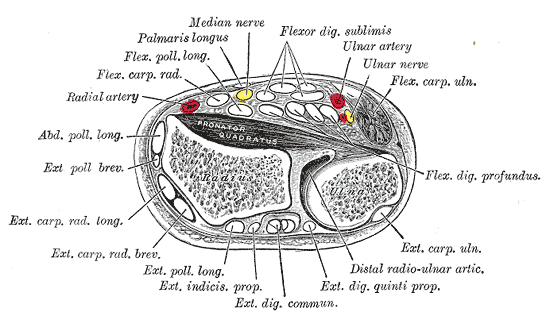
Transverse section across distal ends of radius and ulna.
Transverse section across the wrist and digits.
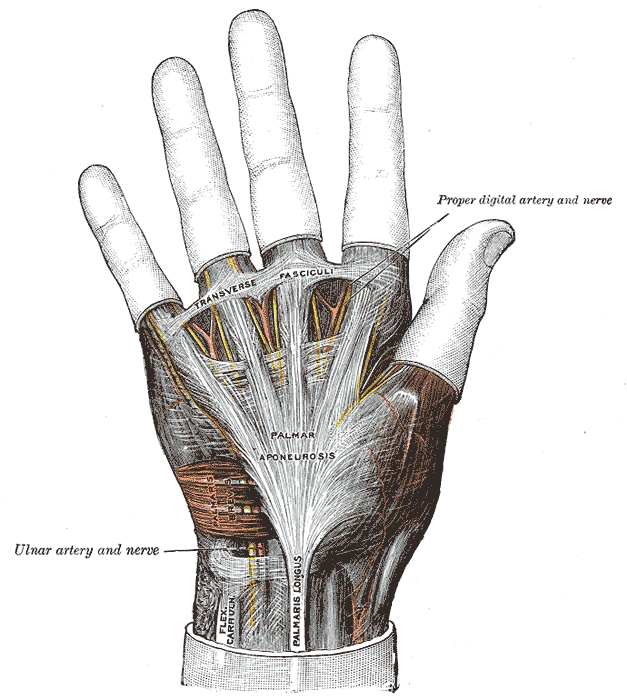
سفاق راحي.
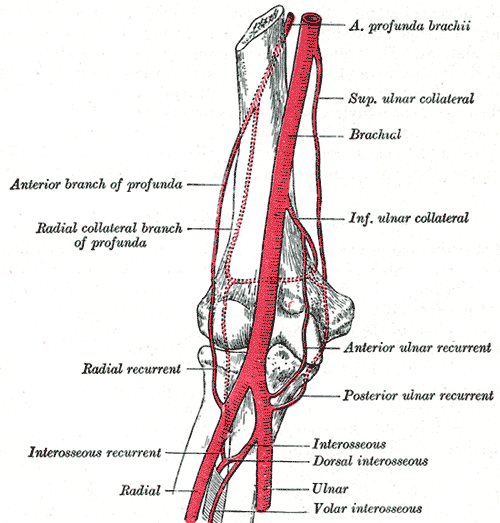
Diagram of the anastomosis around the elbow-joint.
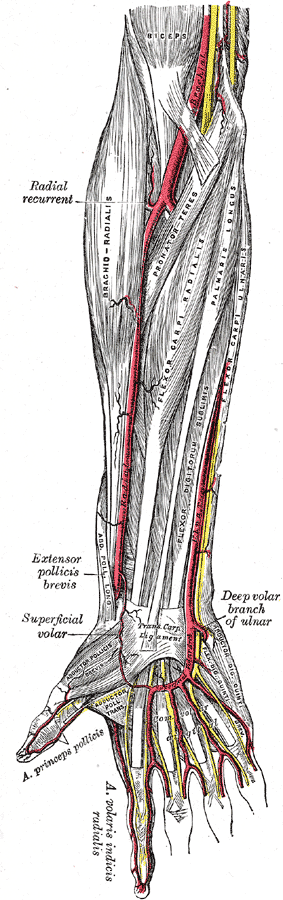
اليد اليمنى. رؤية أمامية.
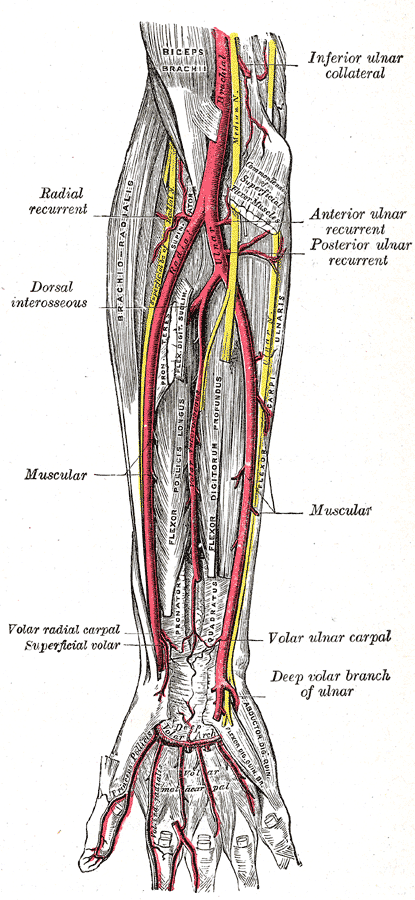
الشريان الكعبري والشريان الزندي. رؤية عميقة.

## وصلات خارجية
- 101056520 في مفكرة المُمارِس العام
- ulnar_artery على برنامج طب العظام التابع لنظام الصحة بجامعة ديوك [الإنجليزية]‏.
- درسٌ تشريحي حول lesson4artofforearm مُعدٌ بواسطة ويسلي نورمان (جامعة جورجتاون).